# جدجداوية نملية
الجدجداوية النملية (الاسم العلمي: Myrmecophilini) هي قبيلة من الحشرات تتبع فصيلة الجداجد النملية من رتبة مستقيمات الأجنحة.

## أجناس الجدجداوية النملية
- الجدجد النملي